# Перес, Джонатан
Джонатан Александер Перес Лара (исп. Jonathan Alexánder Pérez Lara; род. 18 января 2003, Пико-Ривера, Калифорния) — мексиканский футболист, полузащитник клуба «Лос-Анджелес Гэлакси», выступающий на правах аренды за клуб «Нэшвилл».

## Клубная карьера
Перес присоединился к академии клуба «Лос-Анджелес Гэлакси» в 2016 году. 21 февраля 2020 года Перес подписал контракт с «Лос-Анджелес Гэлакси» как доморощенный игрок. Его профессиональный дебют состоялся в составе «Лос-Анджелес Гэлакси II» 8 марта в матче стартового тура сезона 2020 Чемпионшипа ЮСЛ против «Рио-Гранде Валли Торос», в котором он вышел на замену на 56-й минуте вместо Хорхе Эрнандеса и отметился голевой передачей. За первую команду «Гэлакси» в MLS он дебютировал 2 мая 2021 года в матче против «Сиэтл Саундерс», заменив Самюэля Грансира в конце второго тайма.
30 июля 2024 года Перес был арендован клубом «Нэшвилл» до конца сезона 2024 с опциями выкупа и продления аренды до конца сезона 2025 в обмен на приоритет Супердрафта Лиама Маккиннона. За «Нэшвилл» он дебютировал 6 августа в матче Кубка лиг 2024 против «Нью-Инглэнд Революшн», выйдя на замену на 77-й минуте вместо Джейкоба Шаффелберга.

## Международная карьера
В 2022 году в составе молодёжной сборной Мексики Перес принял участие в молодёжном чемпионате КОНКАКАФ в Гондурасе. На турнире он сыграл в матчах против сборных Суринама, Тринидада и Тобаго, Гаити, Пуэрто-Рико и Гватемалы. В поединке против тринидадцев Джонатан забил гол.